# Civry-la-Forêt
Civry-la-Forêt est une commune française située dans le département des Yvelines en région Île-de-France.

## Géographie

### Situation
La commune de Civry-la-Forêt se trouve dans l'Ouest des Yvelines et dans le Sud du Mantois, à vingt kilomètres environ au sud-ouest de Mantes-la-Jolie.
Le territoire communal s'étend sur près de 1 000 hectares sur le plateau du Mantois. Le territoire est essentiellement rural (à près de 90 %) et boisé pour un tiers environ, dans le fond de la vallée de la Vaucouleurs et avec la forêt de Civry qui occupe un quart du territoire communal dans sa partie sud.

### Hydrographie
La commune est arrosée par la Vaucouleurs, petite rivière affluent de la Seine qui suit la limite nord-ouest de la commune.

### Hameaux de la commune
- Picotière,
- Bonneville.

### Communes voisines
Elle  est limitrophe de Mulcent au nord-est, d'Orvilliers à l'est, de Gressey au sud, de Richebourg au sud-est, de Boissets à l'ouest, de Tilly au nord-ouest et  de Montchauvet au nord.

### Transports et voies de communications

#### Réseau routier
Située dans une plaine vouée à la grande culture, à l'écart des grands axes, Civry-la-Forêt est reliée aux communes voisines par la route départementale 166.

#### Bus
La commune est desservie par la ligne 38 du réseau de bus Centre et Sud Yvelines.

#### Sentier de randonnée
La commune est parcourue par un sentier de randonnée, le GR de Pays des Yvelines.

### Climat
Pour des articles plus généraux, voir Climat de l'Île-de-France et Climat des Yvelines.
En 2010, le climat de la commune est de type climat océanique dégradé des plaines du Centre et du Nord, selon une étude du CNRS s'appuyant sur une série de données couvrant la période 1971-2000. En 2020, Météo-France publie une typologie des climats de la France métropolitaine dans laquelle la commune est exposée à un climat océanique et est dans la région climatique Sud-ouest du bassin Parisien, caractérisée par une faible pluviométrie, notamment au printemps (120 à 150 mm) et un hiver froid (3,5 °C).
Pour la période 1971-2000, la température annuelle moyenne est de 10,4 °C, avec une amplitude thermique annuelle de 14,3 °C. Le cumul annuel moyen de précipitations est de 663 mm, avec 10,8 jours de précipitations en janvier et 8,2 jours en juillet. Pour la période 1991-2020, la température moyenne annuelle observée sur la station météorologique la plus proche, située sur la commune de Bû à 12 km à vol d'oiseau, est de 11,4 °C et le cumul annuel moyen de précipitations est de 633,2 mm,. Pour l'avenir, les paramètres climatiques de la commune estimés pour 2050 selon différents scénarios d'émission de gaz à effet de serre sont consultables sur un site dédié publié par Météo-France en novembre 2022.

## Urbanisme

### Typologie
Au 1er janvier 2024, Civry-la-Forêt est catégorisée commune rurale à habitat dispersé, selon la nouvelle grille communale de densité à sept niveaux définie par l'Insee en 2022.
Elle est située hors unité urbaine. Par ailleurs la commune fait partie de l'aire d'attraction de Paris, dont elle est une commune de la couronne,. Cette aire regroupe 1 929 communes,.

### Occupation des solssimplifiée
Le territoire de la commune se compose en 2017 de 84,22 % d'espaces agricoles, forestiers et naturels, 12,86 % d'espaces ouverts artificialisés et 2,91 % d'espaces construits artificialisés.

## Toponymie
Le nom de la localité est attesté sous les formes Villa Sibriaci,, Severicurtis en 1030 , la paroisse s'est appelée « la Forest de Civry » jusqu'à la Révolution.
L'étymologie de ce toponyme provient de l'agglutination du nom de personne gallo-romain Severius et du suffixe acum qui signifie : la « terre de Severius (le sévère, le rigide) » .

## Histoire
Le territoire était déjà habité à l'âge du bronze ; on y a retrouvé les vestiges d'un atelier de fonderie de cette époque, ainsi que divers outils.
La seigneurie de la Forest a appartenu à plusieurs familles successivement, Raoul de Civry au XIe siècle, les seigneurs de Richebourg au XIVe siècle puis à la famille Vialard au XVIe siècle. Elle fut rachetée avant la Révolution par Louis Charles de Bourbon, comte d'Eu.
Le nom de « Civry » viendrait du nom d'un personnage gallo-romain, Sevire.

## Politique et administration

### Liste des maires
| Période                                  | Période  | Identité           | Étiquette | Qualité |
| ---------------------------------------- | -------- | ------------------ | --------- | ------- |
| Les données manquantes sont à compléter. |          |                    |           |         |
| mars 1995                                | 2014     | Jean-Louis Aubert, |           |         |
| 2014                                     | 2020     | Danièle Le Foll    |           |         |
| 2020                                     | En cours | Élie Setiaux       |           |         |

### Instances administratives et judiciaires
La commune de Civry-la-Forêt appartient au canton de Bonnières-sur-Seine et est rattachée à la communauté de communes du pays Houdanais.
Sur le plan électoral, la commune est rattachée à la neuvième circonscription des Yvelines, circonscription à dominante rurale du nord-ouest des Yvelines.
Sur le plan judiciaire, Civry-la-Forêt fait partie de la juridiction d’instance de Mantes-la-Jolie et, comme toutes les communes des Yvelines, dépend du tribunal de grande instance ainsi que de tribunal de commerce sis à Versailles,.

## Population et société

### Démographie

#### Évolution démographique
L'évolution du nombre d'habitants est connue à travers les recensements de la population effectués dans la commune depuis 1793. Pour les communes de moins de 10 000 habitants, une enquête de recensement portant sur toute la population est réalisée tous les cinq ans, les populations de référence des années intermédiaires étant quant à elles estimées par interpolation ou extrapolation. Pour la commune, le premier recensement exhaustif entrant dans le cadre du nouveau dispositif a été réalisé en 2006.

En 2022, la commune comptait 369 habitants, en évolution de +9,17 % par rapport à 2016 (Yvelines : +2,72 %, France hors Mayotte : +2,11 %).
| 1793 | 1800 | 1806 | 1821 | 1831 | 1836 | 1841 | 1846 | 1851 |
| ---- | ---- | ---- | ---- | ---- | ---- | ---- | ---- | ---- |
| 412  | 431  | 420  | 403  | 317  | 308  | 299  | 302  | 303  |

| 1856 | 1861 | 1866 | 1872 | 1876 | 1881 | 1886 | 1891 | 1896 |
| ---- | ---- | ---- | ---- | ---- | ---- | ---- | ---- | ---- |
| 285  | 274  | 271  | 250  | 232  | 243  | 228  | 241  | 241  |

| 1901 | 1906 | 1911 | 1921 | 1926 | 1931 | 1936 | 1946 | 1954 |
| ---- | ---- | ---- | ---- | ---- | ---- | ---- | ---- | ---- |
| 254  | 257  | 247  | 184  | 168  | 139  | 141  | 150  | 145  |

| 1962 | 1968 | 1975 | 1982 | 1990 | 1999 | 2006 | 2011 | 2016 |
| ---- | ---- | ---- | ---- | ---- | ---- | ---- | ---- | ---- |
| 184  | 200  | 190  | 210  | 280  | 310  | 330  | 370  | 338  |

| 2021 | 2022 | - | - | - | - | - | - | - |
| ---- | ---- | - | - | - | - | - | - | - |
| 357  | 369  | - | - | - | - | - | - | - |

#### Pyramide des âges
En 2018, le taux de personnes d'un âge inférieur à 30 ans s'élève à 33,3 %, soit en dessous de la moyenne départementale (38,0 %). À l'inverse, le taux de personnes d'âge supérieur à 60 ans est de 22,7 % la même année, alors qu'il est de 21,7 % au niveau départemental.
En 2018, la commune comptait 167 hommes pour 168 femmes, soit un taux de 50,15 % de femmes, légèrement inférieur au taux départemental (51,32 %).
Les pyramides des âges de la commune et du département s'établissent comme suit.
| Hommes | Classe d’âge | Femmes |
| ------ | ------------ | ------ |
| 0,6    | 90 ou +      | 0,0    |
| 5,7    | 75-89 ans    | 7,0    |
| 15,7   | 60-74 ans    | 16,3   |
| 26,4   | 45-59 ans    | 25,7   |
| 17,1   | 30-44 ans    | 18,8   |
| 19,8   | 15-29 ans    | 14,3   |
| 14,7   | 0-14 ans     | 17,8   |

| Hommes | Classe d’âge | Femmes |
| ------ | ------------ | ------ |
| 0,6    | 90 ou +      | 1,4    |
| 6      | 75-89 ans    | 7,8    |
| 13,5   | 60-74 ans    | 14,8   |
| 20,7   | 45-59 ans    | 20,1   |
| 19,6   | 30-44 ans    | 19,9   |
| 18,5   | 15-29 ans    | 16,8   |
| 21,2   | 0-14 ans     | 19,2   |

### Sports
La Vaucouleurs Golf club permet la pratique du golf sur l'un de ses trois parcours. Les Vallons (18 trous) La Rivière (18 trous) Le 360 (9 trous avec des greens et départs en gazon synthétique)  qui s'étendent sur un peu plus de 100 ha. Une école de golf s'adresse plus spécialement aux enfants.

## Économie
Commune essentiellement agricole et résidentielle :
- agriculture : grande culture céréalière, élevage de volailles,
- golf (golf de la Vaucouleurs).

## Culture locale et patrimoine

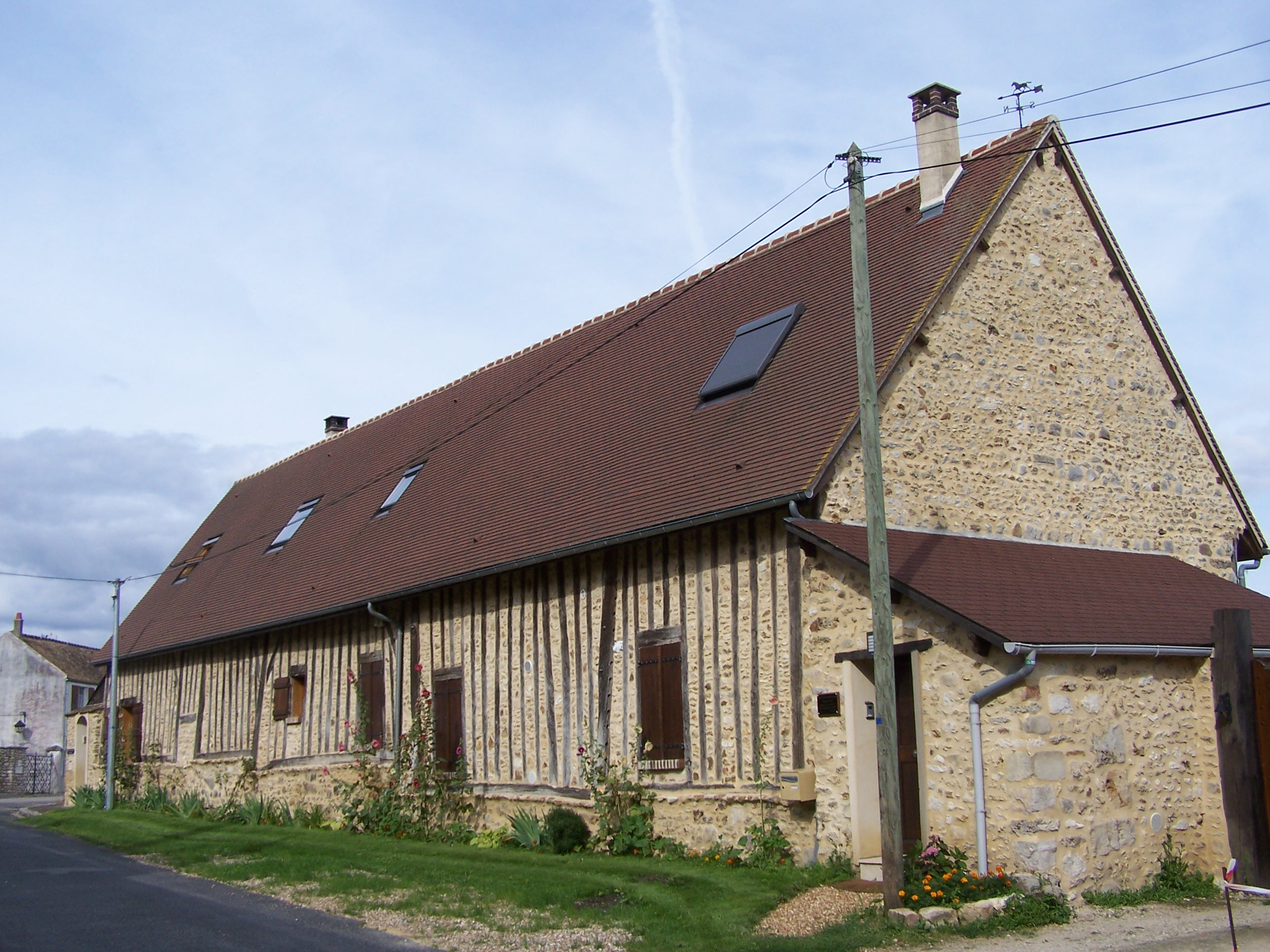
Maison à colombage.

### Lieux et monuments
- Église Saint-Barthélemy

Église en pierre du XIIe siècle, reconstruite au XVIe siècle après sa destruction au cours de la guerre de Cent Ans. Son clocher, à flèche couverte d'ardoise, est une tour de défense à l'allure massive.
L'abside et le clocher sont protégés comme monuments historiques par arrêté du 14 octobre 1963. Cette église est isolée du bourg, à environ un kilomètre.
Sur le flanc ouest de l'église, se trouve une porte dont la voûte romane remonte au XIIe siècle.
L'église renferme une statue en pierre de Vierge à l'Enfant, peinte et polychrome, datant du XVIe siècle ainsi qu'un fragment de vitrail représentant saint Martin, sainte Barbe, le donateur, saint Jean-Baptiste, la Vierge et saint Joseph, daté de 1526 ; les deux œuvres font partie de l'inventaire des monuments historiques depuis 1961.
- Puits couvert du XVIIIe siècle.
- Mairie-école, en brique à chaînages de pierre, du début du XXe siècle.

### Personnalités liées à la commune
- Alain Cuny (1908-1994), comédien. Il habitait le lieu-dit Savon Noir. Il est enterré à Civry-la-Forêt.
- Jean-Marc Loubier (né en 1953). Écrivain. Biographe de Louis Jouvet[réf. nécessaire].

### Héraldique
| Blason de Civry-la-Forêt | Blason  | D'or à la bande d'azur accompagnée en chef d'un moulin avec sa roue à aubes d'argent brochant sur la bande, et en pointe d'un arbre de sinople fûté d'argent; au chef d'azur chargé de l'inscription « CIVRY LA FORET » en lettres capitales, adextrée d'une truite et senestrée d'une perdrix, le tout d'argent. |
| Blason de Civry-la-Forêt | Détails | Le statut officiel du blason reste à déterminer. |

### Divers
Dans le cadre de la promotion du tourisme rural, la commune est adhérente de l'association du Pays des Marches d'Yvelines depuis 2007.